# Сан-Сіті-Вест
Сан-Сіті-Вест (англ. Sun City West) — переписна місцевість (CDP) в США, в окрузі Марікопа штату Аризона. Населення — 25 806 осіб (2020).

## Географія

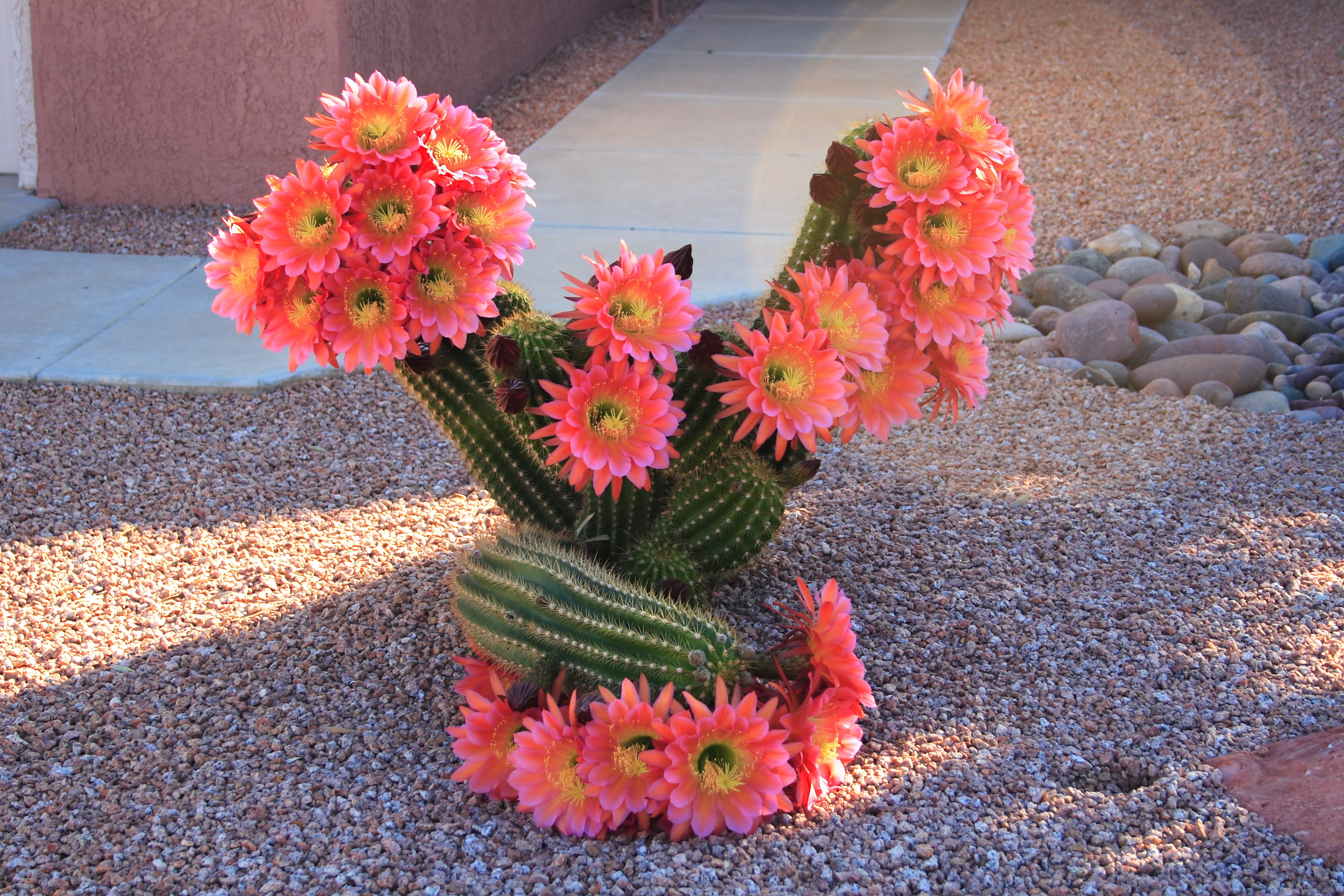
Квітучий кактус в Сан-Сіті-Вест

Сан-Сіті-Вест розташований за координатами 33°40′17″ пн. ш. 112°21′26″ зх. д. / 33.67139° пн. ш. 112.35722° зх. д. (33.671383, -112.357187). За даними Бюро перепису населення США в 2010 році переписна місцевість мала площу 28,33 км², з яких 28,30 км² — суходіл та 0,02 км² — водойми.

## Демографія
Згідно з переписом 2010 року, у переписній місцевості мешкало 24 535 осіб у 14 873 домогосподарствах у складі 8550 родин. Густота населення становила 866 осіб/км². Було 18218 помешкань (643/км²).
Расовий склад населення:
| - 97,8 % — білих - 0,8 % — чорних або афроамериканців - 0,6 % — азіатів - 0,2 % — корінних американців - 0,1 % — вихідців з тихоокеанських островів |

До двох чи більше рас належало 0,5 %. Частка іспаномовних становила 1,2 % від усіх жителів.
За віковим діапазоном населення розподілялося таким чином: 0,2 % — особи молодші 18 років, 16,2 % — особи у віці 18—64 років, 83,6 % — особи у віці 65 років та старші. Медіана віку мешканця становила 75,6 року. На 100 осіб жіночої статі у переписній місцевості припадало 77,6 чоловіків; на 100 жінок у віці від 18 років та старших — 77,6 чоловіків також старших 18 років.
Середній дохід на одне домашнє господарство становив 58 228 доларів США (медіана — 44 614), а середній дохід на одну сім'ю — 71 515 доларів (медіана — 58 345). Медіана доходів становила 48 333 долари для чоловіків та 33 125 доларів для жінок. За межею бідності перебувало 5,4 % осіб, у тому числі 0,0 % дітей у віці до 18 років та 5,0 % осіб у віці 65 років та старших.
Цивільне працевлаштоване населення становило 2513 особи. Основні галузі зайнятості: мистецтво, розваги та відпочинок — 18,3 %, освіта, охорона здоров'я та соціальна допомога — 17,5 %, роздрібна торгівля — 14,8 %.